# Teatro en Argentina

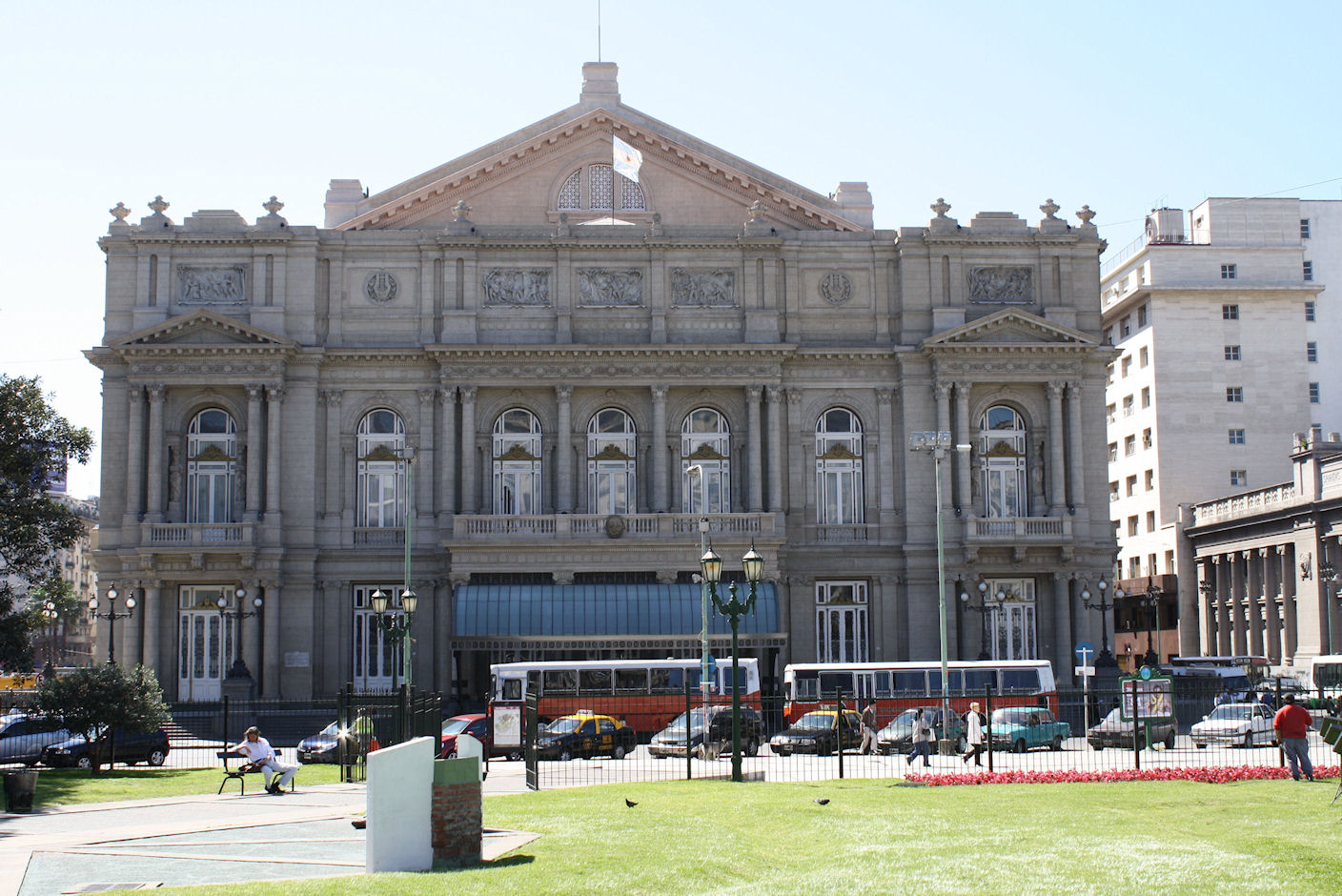
El Teatro Colón de Buenos Aires es uno de los cinco teatros de ópera más importantes del mundo.

El teatro argentino, aunque con aislados antecedentes en ritos indígenas, manifestaciones africanas y representaciones coloniales y poscoloniales de origen español-americano, tiene su origen como tal del circo criollo en las últimas décadas del siglo XIX, con un carácter eminentemente popular, combinando elementos provenientes de diversas disciplinas dramáticas, como la pantomima, la farsa y el monólogo crítico. El teatro argentino tomó identidad a través de expresiones particulares como el sainete —principalmente—, la pieza cómica, el grotesco, la revista criolla y la revista porteña. Una variedad dramática de gran importancia para la cultura popular han sido el radioteatro y el teleteatro.
Debido al fenómeno de concentración urbana conocido como macrocefalia que afecta a la Argentina, gran parte de la actividad teatral del país se concentra en la ciudad de Buenos Aires. El eje de la actividad teatral es la avenida Corrientes, en cuya zona de influencia se ubican muchos de los teatros y salas más importantes, como el Teatro Colón, el Teatro General San Martín, el Teatro Presidente Alvear, el Teatro Nacional Cervantes, el Teatro Gran Rex y el Teatro Maipo. La ciudad en total cuenta con más de 300 teatros.
En otras ciudades del país existen importantes teatros, como el Teatro Argentino en La Plata, el Teatro El Círculo en Rosario, el Teatro del Libertador General San Martín (ex Rivera Indarte) de Córdoba, el Teatro 3 de Febrero en Paraná y el Teatro Vera en la ciudad de Corrientes, el Teatro San Martín y el Teatro Mercedes Sosa (enlace roto disponible en Internet Archive; véase el historial, la primera versión y la última). de San Miguel de Tucumán, el Auditorio Juan Victoria de la ciudad de San Juan, entre otros.

## Época colonial
El primer teatro estable en Buenos Aires data del 1757, cuando todavía sin terminar su edificación comenzó su actividad teatral el Teatro de Óperas y Comedias. Teatro ideado por iniciativa privada del italiano Domingo Saccomano y su socio, un rico zapatero español, llamado Pedro Aguiar. El establecimiento, tras varios cierres ordenados por el obispo Calletano Marcellano, cerró su actividad en 1761.
El 30 de noviembre de 1783 el virrey Juan José de Vértiz y Salcedo mandó crear en Buenos Aires una casa de comedias. En los fundamentos de la medida dispuesta, decía el virrey, refiriéndose al teatro que “no solo lo conceptúan muchos políticos como una de las mejores escuelas para las costumbres, para el idioma y para la urbanidad general, sino que es conveniente en esta ciudad que carece de diversiones públicas”.
Francisco Velarde, empresario y actor español, obtuvo la aprobación del Virrey Vértiz para construir el nuevo teatro. Este se levantó en la esquina de las calles San Carlos y San José, actuales calles Alsina y Perú, y se la conoció como Teatro de La Ranchería, tomando su nombre de las llamadas rancherías de los Jesuitas: lugar de depósito de los frutos y productos de sus misiones. El Teatro de La Ranchería permaneció en activo hasta 1792, cuando un incendio lo destruyó por completo. En él se estrenó durante el carnaval de 1789 la primera obra de autor criollo, el Siripo de Manuel de Lavardén, una tragedia en cinco actos.
Para homenajear permanentemente al Teatro de La Ranchería, cada 30 de noviembre, día de su inauguración, se celebra en Argentina el “Día del Teatro Nacional”.
Fue el 25 de mayo de 1803 que el cafetero Ramón Aignase y el cómico José Speciali solicitaron al virrey Rafael de Sobremonte y Núñez, permiso para levantar un local provisional y representar en él durante un año, a fin de procurarse recursos y mantener unida la compañía que debía debutar luego en el edificio definitivo, que comenzarían a construir el mismo día de inaugurarse aquel pero nunca llegaron a construir el Coliseo definitivo. En paralelo, en 1804 se crea el Coliseo Chico, espacio también de cierta provisionalidad -era la unión de varios edificios preexistentes- tenía un aforo mayor que el de La Ranchería. En el Coliseo provisional se vio por primera vez iluminación a color (velones a los que se les añadía una pantalla de vidrio con anilinas coloreadas) y en el Coliseo Chico se vio por primera vez en el teatro argentino un telón de boca.

## Teatro de la Emancipación
Tras la Revolución de Mayo, el repertorio español fue dejado de lado –a excepción de Leandro Fernández de Moratín, por ejemplo su obra El Sí de las Niñas– y se impuso el gusto francés, donde brillaba Molière.
En 1817 se funda la Sociedad del Buen Gusto, cuyo objetivo fue la producción de obras «de calidad» (adaptación, puesta en escena...), velar por la moralidad del teatro y, sobre todo, la censura. Fundada por Juan Martín de Pueyrredón, estaba conformada por funcionarios del gobierno y otros intelectuales (Manuel Belgrano, Vicente López, Valentín Gómez y Esteban de Luca entre otros), que veían el teatro como vehículo político.
Gracias a la acción de la Sociedad se estrenaron obras de contenido patriótico, como El 25 de mayo o El Himno de la Libertad de Luis Ambrosio Morante. También subió a escena el sainete El Detalle de la Acción de Maipú, de autor desconocido, que dramatizaba el parte de San Martín a Pueyrredón anunciándole a la victoria. Pero el énfasis rebelde de la época lo marca el estreno de Túpac Amaru, sobre la revolución indígena de 1780 en el Alto Perú. Esta tragedia en verso es atribuida a Morante, convertido también en actor, apuntador y director.

## Durante la época deRosas
Durante su gobierno se levantaron el Teatro de la Victoria, el del Buen Orden y el de La Federación; sin embargo, ello no implicó el fortalecimiento de una dramaturgia propia, ya que se llevaban a escena variedades, espectáculos circenses y melodramas.
La excepción fue Juan Bautista Alberdi, quien prefiguró el grotesco en la dramaturgia argentina con El Gigante Amapolas y sentó además las bases para la crítica teatral desde las páginas de la revista La Moda.

## La Organización Nacional y el Fin del Siglo
En los años posteriores a Caseros, las compañías europeas frecuentaron el país con un repertorio prolijo y cuidado que abarcaba diversas especies dramáticas y de la lírica, aunque con poco espacio para los autores nacionales. Martín Coronado (La Piedra del Escándalo; Parientes Pobres) solo era representado por elencos españoles y Nicolás Granada (¡Al Campo!; Atahualpa) hubo de traducir sus obras al italiano para montarlas en escena. Faltaba pues, la compañía nativa para la dramaturgia nacional. Y llegó de la mano del circo criollo.
El circo, también introducido por compañías europeas, gozaba de gran aceptación popular. El primer artista nacional del género fue Sebastián Suárez, quien levantó su carpa con bolsas de arpillera, iluminándola con tela embebida en grasa combustible de viejos envases. Se trató del Circo Flor América, donde actuaba vestido de forma estrafalaria y con el rostro pintado. 
Sin embargo, la gran figura fundadora de la arena autóctona fue José Podestá, creador del payaso "Pepino el 88", quien introdujo en el circo la llamada segunda parte: en la primera se ejecutaban los números convencionales o tradicionales, tales como equilibristas, acróbatas, payasos, etc. y podía incluir un final de fiesta musical o bailable; la familia Podestá agregó una segunda parte en la que desarrolló y dirigió la puesta de la pantomima basada en la novela Juan Moreira de Eduardo Gutiérrez que estrenó el 2 de junio de 1884. El 10 de abril de 1886 introdujo otra innovación al estrenar la obra  en Chivilcoy, Provincia de Buenos Aires, con el agregado de parlamentos en la voz de los actores, lo que dio nacimiento al verdadero circo criollo que comenzó a recorrer los caminos del país. Con los años, Pepe se quedó con el repertorio gauchesco (que incluía lenguaje y ambientación rural combinados con danzas folklóricas), variedad que se cerró en 1896 con Calandria de Martiniano Leguizamón.
La inmigración, por su parte, había traído consigo el auge del sainete español, origen del sainete criollo, testigo de los conflictos urbanos que planteaba la nueva realidad circundante: conventillos, calles, cafés, se convirtieron en centro de la escena. Autores como Nemesio Trejo ("Los Políticos"), Carlos Mauricio Pacheco ("Los disfrazados") o Enrique García Velloso ("Gabino el Mayoral") dieron los primeros pasos en el denominado “género chico”, que pasando por Alberto Vacarezza (Los Escrushantes, "El conventillo de la Paloma") concluirá bien entrado el siglo XX en el grotesco de Armando Discépolo ("Mustafá", "Muñeca", "Stéfano").

## Teatro independiente en Argentina
Los comienzos del siglo XX inauguran la época de oro, donde brillaron los nombres de Roberto J. Payró (Sobre las Ruinas; Marco Severi), Florencio Sánchez (Nuestros Hijos; En Familia) y Gregorio de Laferrere (¡Jettatore!; Las de Barranco), quienes dieron gran impulso a la actividad escénica, basados en una estética costumbrista de alto impacto en el público.
Un gran hito se produjo en 1930, cuando Leónidas Barletta fundó el Teatro del Pueblo, piedra fundamental del movimiento independiente, ubicado en las antípodas de lo comercial. La iniciativa tuvo su período más fructífero entre 1937 y 1943, con un repertorio universal que no descuidaba la producción de autores nacionales como Roberto Arlt (Saverio el Cruel; 300 Millones; La isla desierta), Raúl González Tuñón (El Descosido; La Cueva Caliente), Álvaro Yunque (La Muerte es Hermosa y Blanca; Los Cínicos) y Nicolás Olivari (Un Auxilio en la 34).
La década del 40 se caracterizó por la afirmación del teatro independiente y la proliferación del vocacional. Además de Barletta, cabe citar elencos como La Máscara y el Grupo Juan B. Justo. Nuevos dramaturgos como Andrés Lizarraga (Tres Jueces para un Largo Silencio; Alto Perú), Agustín Cuzzani (Una Libra de Carne; El centroforward murió al amanecer) o Aurelio Ferreti (La Multitud; Fidela) estrenaron sus primeras obras. Se afianzó también el teatro de títeres, con la producción de Javier Villafañe (Títeres de La Andariega) y Mane Bernardo (Títeres: Magia del Teatro), que luego continuarán Ariel Bufano (Carrusel Titiritero) o Sarah Bianchi (Títeres para Niños).

### La Consolidación del teatro independiente
Una segunda etapa del teatro independiente se desarrolló en los umbrales de los años 50. A la entrega de la primera época, se agregó el afán de capacitación, estudio y formación por parte de actores, directores y dramaturgos. Los nuevos elencos: Teatro Popular Fray Mocho, dirigido por Oscar Ferrigno; Nuevo Teatro, conducido por Alejandra Boero y Pedro Asquini; Los Independientes, fundado por Onofre Lovero; a los que se sumó la producción del Instituto de Arte Moderno (IAM), de la Organización Latinoamericana de Teatro (OLAT), del Teatro Telón o del Teatro Estudio, encontraron su réplica en el interior del país.
En 1949, Carlos Gorostiza (El Pan de la Locura, Los Prójimos, El Acompañamiento) estrenó El Puente. A esta segunda etapa corresponden también las primeras producciones de autores como Pablo Palant (El Escarabajo), Juan Carlos Ghiano (La Puerta del Río; Narcisa Garay, Mujer para Llorar), Juan Carlos Gené (El Herrero y el Diablo) y Osvaldo Dragún (La Peste viene de Melos; Historias para ser Contadas).
Los años 1960 de cambio y de cuestionamientos sociales, éticos y estéticos, produjeron una renovación en la escritura teatral y en la puesta en escena, que se perfilará en tres direcciones diferentes:
- El teatro de vanguardia y experimentación, a la luz de las búsquedas iniciadas en el Instituto Di Tella, con las producciones de Eduardo Pavlovsky (Espera Trágica, El Señor Galíndez) y de Griselda Gambaro (El Desatino, El Campo), que vigorizaron nuestra escena;

- El realismo social, representado por Soledad para cuatro de Ricardo Halac, Nuestro fin de semana de Roberto Cossa o Réquiem para un viernes a la noche de Germán Rozenmacher.

- El nuevo grotesco, representado por La Fiaca de Ricardo Talesnik, La Valija de Julio Mauricio, El grito pelado o Encantada de conocerlo de Óscar Viale o La Nona del propio Cossa.

- El Neobarroco, con "La Juanetarga", "El Cuiscuis", "La Pindonga", "La Bristol", "La Magdalena del Ojon", "Tango Macbeth" de Emeterio Cerro.

También en aquella época cobró auge el café concert, que incluía música, varietés y sketches diversos y que tuvo su centro en La Botica del Ángel de Eduardo Bergara Leumann, La Recova, donde se impusieron Carlos Perciavalle, Enrique Pinti, Antonio Gasalla y Edda Díaz, EL Gallo Cojo y La gallina embarazada y el Teatro Latino de San Telmo.
A partir de la década de 1960 comenzó la difusión de la experiencia corporal del sistema creado por Susana Rivara de Milderman en todos los grupos teatrales porteños, planteando un medio para liberar al actor de sus represiones y tensiones inhibitorias. Numerosos directores y actores profesionales, y de teatro independiente, adhirieron a su propuesta, colaborando durante muchos años para mejorar la calidad del trabajo del actor en el aspecto psicofísico.

## Teatro Abierto
Con la dictadura militar de mediados de la década de 1970, soplaron aires sombríos. Muchos actores y gente del oficio se vieron obligados a emigrar, los empresarios solo llevaron a escena comedias livianas y en los teatros oficiales se impusieron “listas negras” que influyeron en directores y productores.
La resistencia se recluyó en pequeños teatros entre otros: el Teatro Escuela Central con dirección de Federico Herrero y el Parakultural, ambos en el barrio de San Telmo, entre otros espacios independientes y fue el movimiento independiente el que oxigenó el ambiente: autores como Osvaldo Dragún (Al Violador, Como Pancho por San Telmo), Roberto Cossa, Carlos Somigliana (El avión negro, El exalumno) y Carlos Gorostiza, con el apoyo de otros dramaturgos y actores, crearon Teatro Abierto, inaugurado el 28 de julio de 1981 en el Teatro del Picadero. Desde la primera función la convocatoria desbordó las 300 localidades previstas en un horario insólito y a un precio exiguo. Una semana después un comando de la dictadura incendió la sala y esto provocó la mayor solidaridad social. Casi veinte dueños de salas, incluidas las más comerciales, se ofrecieron para garantizar la continuidad del ciclo y más de cien pintores donaron sus obras para recuperar las pérdidas. Teatro Abierto continuó y cada función fue un acto antifascista cuya repercusión estimuló a otros artistas y así surgieron, a partir de 1982: Danza Abierta, Poesía Abierta y Cine Abierto.

## El regreso a la democracia
El retorno democrático permitió el surgimiento de nuevas búsquedas. Un teatro trasgresor modificó la estética escénica a partir de las experiencias del Parakultural y en el Teatro Escuela Central de San Telmo, que incorporó otros lenguajes, en especial, el humor corrosivo y crítico. Son figuras de este movimiento La Organización Negra (antecedente de De La Guarda), El Clú del Clawn, Batato Barea, Alejandro Urdapilleta, Humberto Tortonese, Verónica Llinás y Alejandra Flechner, María José Gabin (Gambas al Ajillo), por citar solo algunos.
El fin de siglo heredó estas propuestas y ofrece además un teatro basado en una mayor destreza física del actor, al que acompañan títeres y muñecos. El caso más emblemático es el de El Periférico de Objetos.

## El teatro argentino en la actualidad
Actualmente el teatro sigue siendo una actividad muy fecunda en la Argentina.
El teatro alternativo de Buenos Aires es todo un movimiento singular a nivel mundial. Creadores como Mauricio Kartun, Rafael Spregelburd, Daniel Veronese, Ricardo Bartís, Rubén Szuchmacher, Javier Daulte, Patricia Suárez, Alejandro Tantanian y Federico Herrero, entre otros, viajan con sus espectáculos por el mundo recibiendo todo tipo de reconocimientos. Ellos allanaron el camino para que luego, creadores más jóvenes como Federico León, Mariano Pensotti, Lola Arias, Romina Paula siguieran el mismo camino. Otro director de índole más popular que también viajó por el mundo prematuramente fue Claudio Tolcachir. Helena Tritek, Andrea Garrote y Patricia Zangaro, entre otras creadoras se destacan también en la escena porteña. Ciro Zorzoli, Daniel Dalmaroni, Guillermo Cacace, Alejandro Catalán, Bernardo Cappa, Enrique Papatino, Luis Cano, Sergio Boris, Jorge Sánchez, Marcelo Savignone, Alejandro Acobino y Diego Starosta son directores/autores cuyos trabajos han sido muy valorados a nivel Nacional en los últimos años.
Durante este último período han surgido una camada de creadores jóvenes y prolíficos que se perfilan como los grandes referentes de la escena porteña en el futuro: Ariel Farace, Juan Pablo Gómez, Lautaro Vilo, Matías Feldman, Santiago Gobernori, Maruja Bustamante, Martín Flores Cárdenas, Santiago Loza, Marcelo Mininno y Nicolás Francisco Herrero, entre otros.